# らべんだあ
らべんだあは、新日本海フェリーが運航するフェリー。

## 概要
三菱重工業下関造船所で建造され、進水式ではソプラノ歌手の鈴木慶江が支綱切断を行った。
2017年3月9日に小樽 - 新潟航路に就航。本船と2番船のあざれあの就航により、それまで小樽 - 新潟航路に就航していたらいらっく・ゆうかりは、敦賀 - 新潟 - 秋田 - 苫小牧東航路寄港便へ転配。最古参となっていたフェリーあざれあ・フェリーしらかばを置換えた。
また本船の就航によりダイヤ改正が行われ、本船便は新潟発（火・木・土）11時45分発・小樽着4時30分、小樽発（水・金・日）17時00分・新潟着9時00分となった。往路は同日中に道東や道北を廻れるアクセスを維持しつつ、復路も道東で昼近く道央でも昼過ぎまで滞在できるなど利便性が改善された。

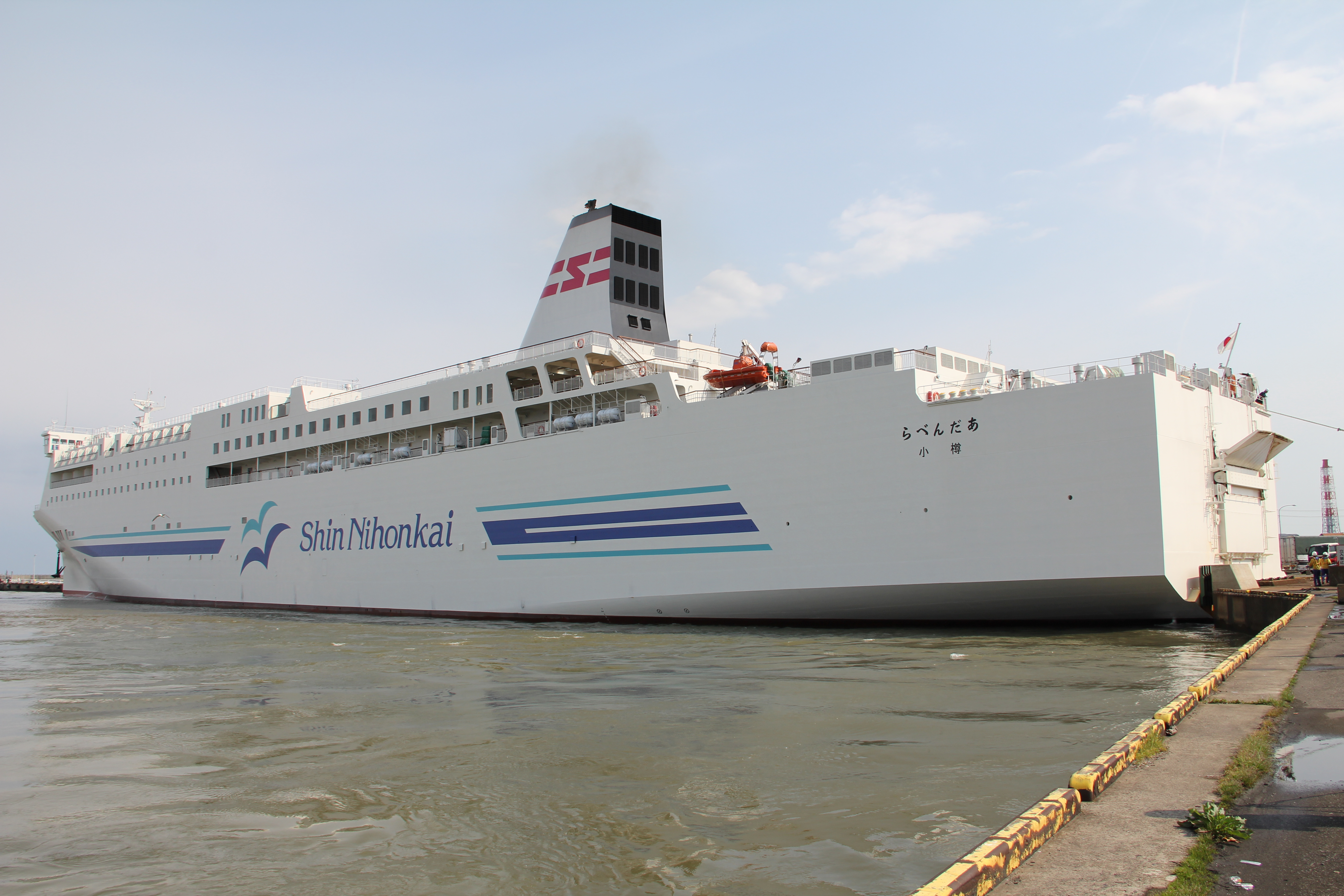
新潟港に停泊するらべんだあ

## 設計
同じく下関造船所で建造されたおがさわら丸 (3代)に続いて垂直船首を採用し、外観上の特徴となっている。バトックフロー船尾、近接2軸推進システム、バルブ付リアクション型高性能舵、空気潤滑システムを組み合わせ従来船と比較して航行エネルギーが10パーセント削減された。
船体寸法は前船とほぼ同一ながら、総トン数は約4,000トン減少したため、乗用車の搭載能力が半減している。個室の増加もあり、旅客定員も約300名削減され、600名となった。デッキは8層構造で上部から操舵室・乗組員区画、3層の旅客区画、三層の車両甲板、最下部が機関室となる。また、車両甲板は、すずらん・あかしあ同様に、1層目と2層目は可動式スロープで連絡しており、車両甲板二層目の船尾中央および船尾右舷にランプウェイ、三層目船尾右舷にスライド式のドアを装備する。

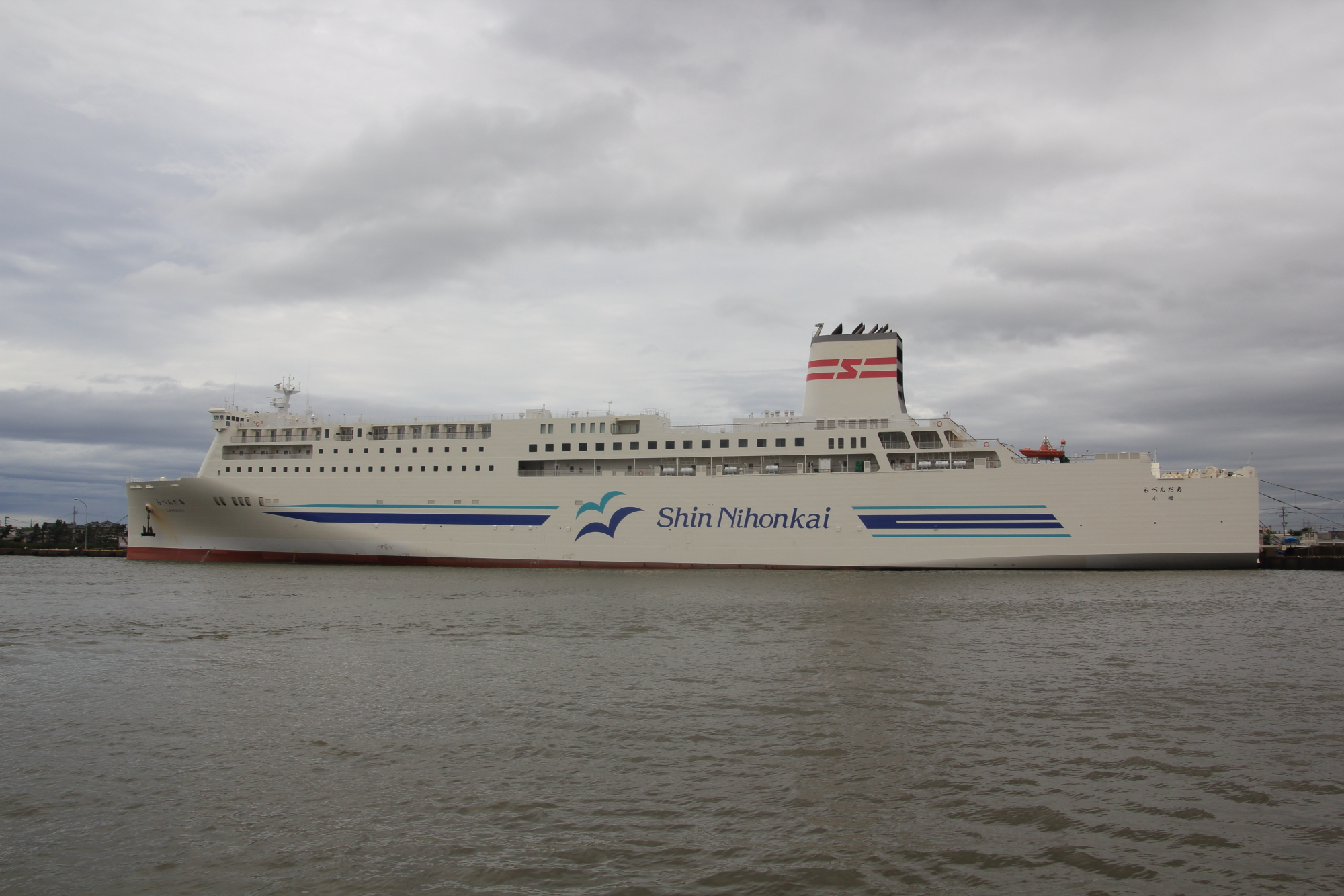
新潟港に停泊するらべんだあ。ファンネルが交換されている。

2020年のドック入り時には、SOxスクラバーを搭載しファンネルが大型のものに交換された。

## 船内
船内空間はノスタルジックで暖かみのある優しさに包まれるデザインとしている。また無線LANを船内47か所に高密度で配置し陸上基地局からのLTE電波を用いて乗客向けの無料Wi-Fiサービスや船内の事務システムに用いられる。

## 船室
旅客区画最上層の6階に設置される展望浴室には露天風呂が設置されるほか、プロムナードとシアタールームの廃止ならびにゲームコーナー大幅縮小により、従来のフェリーよりも客室スペースを広くする設計変更が実施されており、専用テラス付デラックスルームAが12室増やされ32室となるなど個室を増やし、新設のペット同伴室（2室）を含む全116室となった。
ステートAは一部を除き外側となった上にインサイドルームは外側よりも割安な運賃設定とした。
2等船室は先に建造されたすいせん・すずらんと同様に従来の大部屋和室は未設置。ツーリストはすべて寝台化され内側かつ4・5層目に配置されたことから、従来新日本海フェリーが行っていた階層で等級を分ける方式でなく、他のフェリー会社が行っている外側が上等級という方式を取り入れた。
| クラス                         | 部屋数 | 定員              | 設備                                           |
| ------------------------------ | ------ | ----------------- | ---------------------------------------------- |
| スイートルーム                 | 4室    | 2名               | 展望バス・トイレ・洗面・冷蔵庫・TV・専用テラス |
| デラックスA（ツイン）          | 24室   | 2名               | バス・トイレ・洗面・冷蔵庫・TV・専用テラス     |
| デラックスA（和室）            | 8室    | 3名               | バス・トイレ・洗面・冷蔵庫・TV・専用テラス     |
| ステートA(ツイン)              | 45室   | 2名               | シャワー・トイレ・洗面・冷蔵庫・TV・窓あり外側 |
| ステートA(ツイン・インサイド） | 13室   | 2名               | シャワー・トイレ・洗面・冷蔵庫・TV・窓無内側   |
| ステートA(ツイン・ペット同伴)  | 2室    | 2名               | シャワー・トイレ・洗面・冷蔵庫・TV・窓あり外側 |
| ステートA(和洋室)              | 22室   | 4名               | シャワー・トイレ・洗面・冷蔵庫・TV・窓あり外側 |
| ツーリストS                    | 4室    | 10・12名×2室      | TV・ドア施錠                                   |
| ツーリストA(寝台)              | 8室    | 22名×3室 28名×5室 | キルトケット                                   |
| ツーリストC(寝台）             | １室   | 18名×1室          | 毛布                                           |
| ドライバー室                   | 8室    | 6名               |                                                |

### 船内設備
6階
- デラックスA洋室
- スイートルーム
- スポーツルーム
- 大浴場
- サウナ
- 露天風呂

5階
- デラックスA和室
- ステートA洋室インサイド
- ステートA和洋室
- ツーリストS（2区画）
- ツーリストA（3区画）
- キッズルーム
- レストラン「AKANE」（156席）[3]
- カフェ「CAMEL」（20席）[3]
- グリル「IRIHI」（40席、4-10月のみ営業）[3]
- ショップ
- ドライバーズレストラン
- オープンデッキ（夏季のみバーベキューガーデン営業を実施[3]）
- フォワードサロン「凪」（35席）[3]

4階
- ステートA洋室
- ステートA洋室ウィズペットルーム
- ツーリストS（2区画）
- ツーリストA（5区画）
- ツーリストC
- エントランスホール（三層吹抜）[3]
- 案内所
- ゲームルーム
- アミューズボックス（DVD・カラオケ設備付個室）
- ドライバー個室
- ドライバー浴室
- ヘリポート/ドッグフィールド

## その他
- ドキュメント72時間（NHK） - 「日本海 フェリーで旅する人生行路」（2024年6月28日付）として航海中の船内の様子が放映された。